# MiniDiscs (Hacked)
MiniDiscs [Hacked] es un recopilatorio de grabaciones de la banda británica Radiohead, realizadas mientras trabajaban en su tercer álbum OK Computer, contiene más de 16 horas de demos, ensayos, actuaciones y otros contenidos. Las grabaciones, tomadas de los MiniDiscs del cantante Thom Yorke, no estaban planeadas para ser publicadas; después de que estas fueran filtradas en junio de 2019, Radiohead lanzó el contenido en la página Bandcamp por 18 días, todas las ganancias se donarían al grupo ambiental Extinction Rebellion. El álbum recibió críticas positivas por los críticos.

## Contenido
MiniDiscs [Hacked] contiene 16 horas de demos, ensayos, actuaciones mientras que la banda trabaja en su tercer álbum OK Computer, esta incluye canciones inéditas, mezclas alternativas y versiones de tempranas de canciones de OK Computer (como una versión extendida de "Paranoid Android") y versiones de canciones que saldrían años después como "Lift", "True Love Waits", "Nude", "Last Flowers", "Motion Picture Soundtrack" y "Life in a Glasshouse".
Las grabaciones fueron tomados de los MiniDiscs del vocalista de la banda Thom Yorke. Aunque algunas de estas grabaciones habían sido lanzadas en OK Computer OKNOTOK 1997 2017, no estaban previstas lanzar todas las grabaciones.

## Lanzamiento

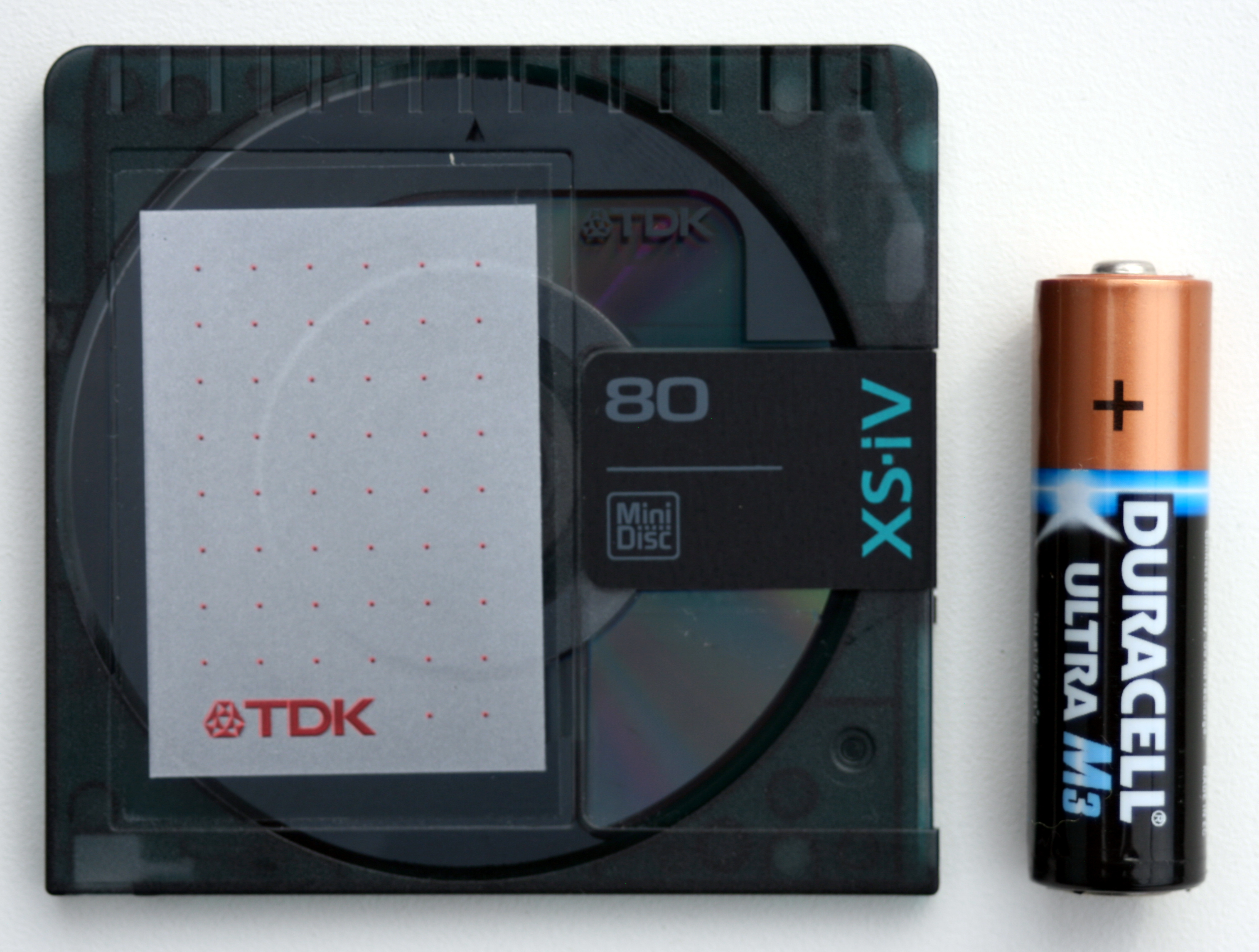
Las grabaciones fueron tomados de MiniDiscs (Foto de ejemplo con una pila Duracell)

El 5 de junio de 2019, las grabaciones fueron filtradas por un coleccionista de nombre Zimbra, quien las obtuvo a cambio de unas grabaciones inéditas de los Beatles. Es posible que las grabaciones pudieron ser robadas mientras se planeaba la reedición de OK Computer. El guitarrista Ed O'Brien dijo que las grabaciones fueron pirateadas desde el archivo de la nube de Radiohead.
De acuerdo a los reportes, Zimbra le pidió un rescate a la banda de 150 mil dólares para no revelar los archivos. Sin embargo, de acuerdo a una investigación por parte de Pitchfork, Zimbra esperaba venderlo a los fans de la banda. Zimbra le dijo a Pitchfork que "Todo el asunto de los 150 mil dolares y el "rescate" se saco de contexto". Un fan que negoció con Zimbra dijo que no creía que la extorsión fuera su intención: "Nunca nos dijo nada que sugiriera que estaba tratando de obtener dinero de la banda, solo de los fanáticos". Zimbra lanzó las grabaciones de forma gratuita después de que la noticia se conociera en Reddit.
El 11 de junio, Radiohead publicó las grabaciones en el sitio Bandcamp para escucharlas o comprarlas durante 18 días. Todas las ganancias irían al grupo ambiental Extinction Rebellion, recaudando aproximadamente 500 mil libras. El lanzamiento oficial eliminó 12 minutos de grabación de campo y material que no era de la banda, como varios minutos de una partitura de James Bond. El guitarrista Jonny Greenwood escribió en Twitter que la colección es "sólo tangencialmente interesante", Yorke escribió en su página de Bandcamp: "Como está ahí fuera puede estarlo hasta que todos nos aburramos y sigamos adelante".

## Recepción
Pitchfork escribió que MiniDiscs [Hacked] no era "una experiencia de escuchada ideal" y que sólo sería de interés "para los fans más acérrimos de Radiohead". Observaron unos "pocos momentos de brillantez (y extrañeza)", incluyendo las canciones acústicas de Yorke, la extendida "Paranoid Android", y una versión alternativa de "Lift" que "podría haber encabezado las listas de exitos".
Sin embargo, The Guardian consideró que MiniDiscs [Hacked] tenía mérito "incluso para los fans menos frikis", y escribió que era "una crónica interminablemente interesante de una banda que reinventa la corriente principal rechazándola... [Muestra] el funcionamiento interno de lo que muchos consideran el mejor álbum de los 90, mostrando cómo caminaron junto a ellos y luego se apartaron del impetuoso britpop que los rodeaba".
New Statesman escribió que "empezar, saltar y desplazarse" a través de las largas pistas "hace que sea una experiencia sorprendentemente liberadora, parecida a vagar por el palacio de la memoria subconsciente de Radiohead y encontrar ocasionalmente lo familiar en una forma diferente". The Quietus elogió las "impresionantes" actuaciones en directo y, en particular, las maquetas de Yorke, y escribió sobre la "poco romántica revelación" del proceso de creación de la música.

## Lista de canciones
Cada MiniDisc incluye una canción de aproximadamente una hora; los contenidos no fueron separados en partes individuales.
Todas las canciones fueron escritas por Thom Yorke, Jonny Greenwood, Philip Selway, Ed O'Brien y Colin Greenwood
| N.º | Título  | Duración |  |
| 1.  | «MD111» | 1:10:47  |  |
| 2.  | «MD112» | 1:01:27  |  |
| 3.  | «MD113» | 1:05:08  |  |
| 4.  | «MD114» | 57:21    |  |
| 5.  | «MD115» | 57:04    |  |
| 6.  | «MD116» | 25:57    |  |
| 7.  | «MD117» | 55:28    |  |
| 8.  | «MD118» | 57:03    |  |
| 9.  | «MD119» | 53:37    |  |
| 10. | «MD120» | 58:17    |  |
| 11. | «MD121» | 1:00:21  |  |
| 12. | «MD122» | 1:13:13  |  |
| 13. | «MD123» | 17:52    |  |
| 14. | «MD124» | 1:12:22  |  |
| 15. | «MD125» | 56:10    |  |
| 16. | «MD126» | 1:08:04  |  |
| 17. | «MD127» | 26:49    |  |
| 18. | «MD128» | 41:52    |  |

- Datos: Q64580359

1. 1 2 3 4 5 6  Larson, Jeremy D. «The Best, Weirdest, and Most Revealing Moments on Radiohead’s OK Computer Sessions Leak». Pitchfork (en inglés estadounidense). Consultado el 3 de junio de 2021.
2. 1 2 3  «Radiohead Officially Release 18 Hours of Leaked 'OK Computer' Sessions». www.vice.com (en inglés). Consultado el 3 de junio de 2021.
3. ↑  «18 Hours of Unreleased Material From Radiohead's 'OK Computer' Sessions Leaks Online». Spin. 5 de junio de 2019. Consultado el 3 de junio de 2021.
4. 1 2 3 4 5 6  Hogan, Marc. «Radiohead Fans vs. Black-Market Sellers: The Battle to Leak the OK Computer Tapes». Pitchfork (en inglés estadounidense). Consultado el 4 de junio de 2021.
5. ↑  EP.128 - ED O'BRIEN, consultado el 4 de junio de 2021.
6. ↑  Sisario, Ben (11 de junio de 2019). «After ‘OK Computer’ Demo Leak, Radiohead Releases the Music». The New York Times (en inglés estadounidense). ISSN 0362-4331. Consultado el 4 de junio de 2021.
7. ↑  «Radiohead's Ed O'Brien: 'Humanity has only really learned from disaster'». the Guardian (en inglés). 9 de abril de 2020. Consultado el 4 de junio de 2021.
8. ↑  Kreps, Daniel (12 de junio de 2019). «30 Must-Hear Minutes From Radiohead's 17-Hour 'OK Computer'-Era Minidiscs». Rolling Stone (en inglés estadounidense). Consultado el 4 de junio de 2021.
9. ↑  «Radiohead respond to "hackers" and release 18 hours of previously unheard 'OK Computer' material in aid of Extinction Rebellion». NME (en inglés británico). 11 de junio de 2019. Consultado el 4 de junio de 2021.
10. ↑  «Minidiscs [Hacked] by Radiohead Reviews and Tracks». Metacritic. Consultado el 16 de febrero de 2020.
11. ↑  Beaumont-Thomas, Ben (12 de junio de 2019). «Radiohead: MiniDiscs (Hacked) review – blueprints for the best album of the 90s». The Guardian. Consultado el 12 de junio de 2019.
12. ↑  Power, Ed (12 de junio de 2019). «Radiohead, Minidiscs [Hacked], review: an 18-hour Black Mirror episode set in Thom Yorke's head». The Telegraph. Consultado el 12 de junio de 2019.
13. ↑  «Radiohead: MiniDiscs (Hacked) review – blueprints for the best album of the 90s». the Guardian (en inglés). 12 de junio de 2019. Consultado el 4 de junio de 2021.
14. 1 2  «Radiohead’s OK Computer sessions are a place of liberation». www.newstatesman.com (en inglés). Consultado el 4 de junio de 2021.
15. ↑  «The Quietus | Reviews | Radiohead». The Quietus (en inglés estadounidense). Consultado el 4 de junio de 2021.
16. ↑  Blistein, Jon (11 de junio de 2019). «Radiohead Release 18 Hours of 'OK Computer' Material After Leak». Rolling Stone (en inglés estadounidense). Consultado el 4 de junio de 2021.